# Przygody najsprytniejszego z braci Holmesów
Przygody najsprytniejszego z braci Holmesów – amerykańsko-brytyjska komedia kryminalna z 1975 roku. Debiut reżyserski Gene’a Wildera.

## Główne role
- Gene Wilder – Sigerson Holmes
- Madeline Kahn – Jenny Hill, śpiewaczka
- Marty Feldman – Sierżant Orville Stanley Sacker, policjant
- Dom DeLuise – Eduardo Gambetti, dyrektor opery
- Leo McKern – Profesor Moriarty
- Roy Kinnear – asystent Moriarty’ego
- John Hollis - strzelec Moriarty’ego
- John Le Mesurier – lord Redcliff, minister spraw zagranicznych
- Douglas Wilmer – Sherlock Holmes
- Thorley Walters – Doktor Watson
- George Silver – Bruner, informator Moriarty’ego
- Joseph Behrmannis - ambasador rosyjski
- Wolfe Morris - ambasador francuski
- Nicholas Smith – Hunkston, odźwierny Sigersona
- Tommy Godfrey – Fred
- Susan Field – Królowa Wiktoria

## Fabuła
Bohaterem filmu jest Sigerson Holmes, młodszy i sprytniejszy brat Sherlocka Holmesa. Zazdrosny o sukcesy swojego starszego i sławniejszego brata, Sigerson razem z oficerem Scotland Yardu Sackerem i marzącą o karierze śpiewaczki operowej dziewczyną próbują rozwiązać sprawę, która dla Sherlocka jest trudna.
Lord Redcliff otrzymuje z rąk królowej ściśle tajny dokument, który zostaje skradziony wkrótce z jego sejfu. Ujawnienie może spowodować wojnę. Dokument drogą szantażu zdobywa dyrektor opery i sprzedaje profesorowi Moriarty'emu, który zamierza go sprzedać obcym ambasadorom. Przekazanie dokumentu ma nastąpić w teatrze podczas przedstawienia Balu maskowego. Sigerson i Sacker przebrani za postacie ze sztuki planują go odzyskać.
Film pełen jest aluzji do kanonicznych przygód Holmesa:
- diwa operowa - Skandal w Bohemii
- Sigerson - pseudonim Sherlocka z czasów, gdy symulował swoją śmierć w wodospadzie
- młodszy brat Sherlocka - powielenie motywu jego starszego brata Mycrofta
- fotograficzna pamięć Sackera - pamięć Mycrofta
- Sacker - pierwotne nazwisko narratora w rękopisie Studium w szkarłacie, zmienione na Watson[1]
- Sherlock w przebraniu kobiety - Klejnot Mazarina
- szantaż w celu zdobycia tajnych dokumentów - Druga plama
- kradzież tajnych dokumentów - Traktat Morski i Plany Bruce-Partington
- włamanie do szantażysty - Charles Augustus Milverton
- pojedynek nad wodą - Ostatnia zagadka
- strzelec - Pusty dom
- popiersie - Sześć popiersi Napoleona
- pryncypał zakochany w guwernantce - Samotna rowerzystka i Zabójstwo przy moście
- taca z czekoladkami na stoliku, zrzucona przez Sigersona - Dziedzice z Reigate
- piła tarczowa - Kciuk inżyniera
- szyfr, w którym należy czytać co trzecie słowo - Gloria Scott